# Zdeněk Kubica
Zdeněk Kubica (* 8. srpen 1986) je český hokejový útočník.

## Kluby podle sezon
- 1999-2000 HC Ytong Brno
- 2000-2001 HC Ytong Brno
- 2001-2002 HC Ytong Brno
- 2002-2003 HC Olomouc
- 2003-2004 HC Blansko
- 2004-2005 HC Kometa Brno
- 2005-2006 HC Kometa Brno, HC Blansko
- 2006-2007 SK Horácká Slavia Třebíč, HC Blansko
- 2007-2008 SK Horácká Slavia Třebíč, HC Blansko, Hokej Šumperk 2003
- 2008-2009 HC Lasselsberger Plzeň, HC Berounští Medvědi
- 2009-2010 HC Plzeň 1929, HC Slavia Praha, Orli Znojmo, SHK Hodonín
- 2010-2011 HC VCES Hradec Králové
- 2011-2012 HC VCES Hradec Králové, Rytíři Kladno
- 2012-2013 Královští lvi Hradec Králové
- 2013-2014 HC Berounští Medvědi, BK Mladá Boleslav
- 2014-2015 BK Mladá Boleslav, LHK Jestřábi Prostějov
- 2015-2016 BK Mladá Boleslav, HC Slovan Ústí nad Labem, HC Slavia Praha, HC Benátky nad Jizerou
- 2016-2017 HC Slavia Praha
- 2017-2018 BK Mladá Boleslav, HC Slavia Praha
- 2018-2019 BK Mladá Boleslav, HC Slavia Praha
- 2019-2020 HC Slavia Praha, HC Roudnice nad Labem
- 2020-2021 HC Roudnice nad Labem
- 2021-2022 HC Roudnice nad Labem
- 2022-2023 HC Roudnice nad Labem
- 2023-2024 HC Roudnice nad Labem